# 糟蛋
糟蛋（そうたん）は、アヒルの卵を酒粕を主原料としたたれに漬け込んだ中国の食品。粕漬け卵（かすづけたまご）などとも呼ばれる。

## 概要
中国には、皮蛋、鹹蛋など、生のアヒルの卵を使った加工食品が多く作られているが、糟蛋もそのひとつである。ただし、産地は浙江省平湖市や四川省宜賓市に限られている、地方独特の食品である。浙江省や上海市では、カニ、エビ、シャコ、ブドウガイなどの海産物を酒に漬ける食品も多く、この両者が合体した食品と見ることもできる。卵殻は漬け込まれている間にカルシウム分が溶け出して、白身などに入り込むため、カルシウム分が数倍に増える。タンパク質の一部は分解されてアミノ酸に変わりうま味が増すほか、アルコールの風味も加わってとろっとした深みのある味は、他になかなかない独特のものであるが、沖縄の豆腐ようが比較的近い。

## 歴史
清の雍正年間に考案されたとされ、270年余りの歴史を持つ。平湖の西にある徐源源という名の造り酒屋で、梅雨時に大水がでた際に偶然もろみの槽にアヒルの卵が落ち込んで、浸かっているのが後に見つかり、味わってみたら得も言われぬ美味であったことから、これを商売にすることにし、味や製法の改良を重ねて今日に至っている。独特の風味を安定して出すには熟練の技が必要で、他の地域ではなかなか作れないようである。